# Automolodes
Automolodes là một chi bướm đêm thuộc họ Geometridae.

## Các loài
- Automolodes goldiei
- Automolodes imparifascia
- Automolodes luteofasciata
- Automolodes separata
- Automolodes vacuna